# Die Kürze (Hölderlin)

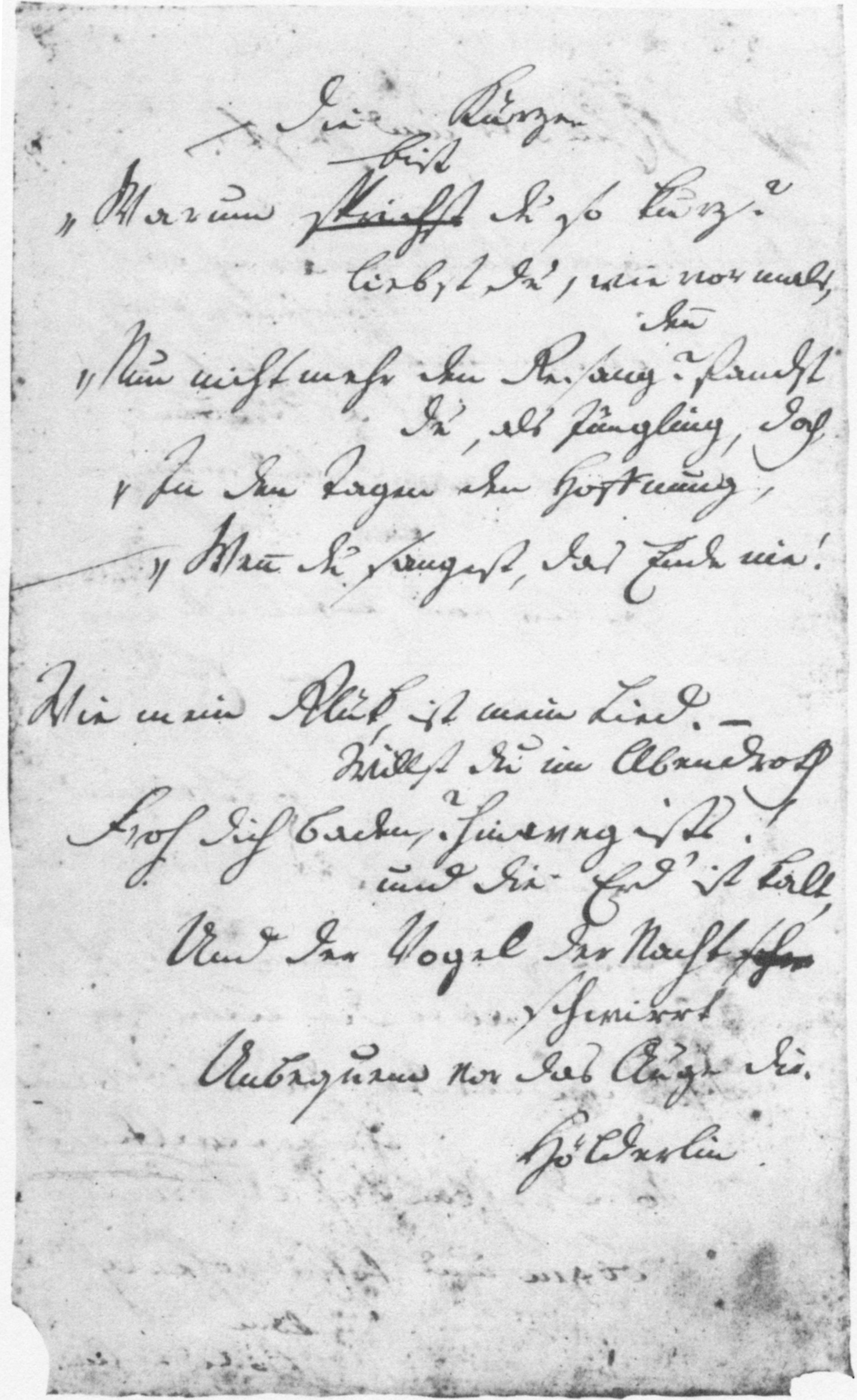
Manuskript

Die Kürze ist ein Gedicht von Friedrich Hölderlin. Es gehört zu den 22 kurzen Oden aus Hölderlins Frankfurter Zeit, die Friedrich Beissner in der von ihm, Adolf Beck und Ute Oelmann (* 1949) herausgegebenen historisch-kritischen Stuttgarter Ausgabe der Werke Hölderlins „epigrammatische Oden“ genannt hat.

## Entstehung und Überlieferung
Hölderlin schrieb die „epigrammatischen Oden“ 1798, gegen Ende seines Aufenthaltes im Haus der Frankfurter Bankiers Jakob Friedrich Gontard-Borkenstein (1764–1843), dessen Frau Susette seine Diotima geworden war. Achtzehn, darunter Die Kürze, schickte er seinem Freund Christian Ludwig Neuffer für dessen Taschenbuch für Frauenzimmer von Bildung, wo das Gedicht 1799 erschien. Die Kürze ist eine der wenigen „epigrammatischen Oden“, deren Manuskript erhalten ist.
Hölderlin wird hier nach der Stuttgarter Ausgabe zitiert. Die Kürze ist dort bis auf einige Satzzeichen identisch mit dem Erstdruck. Das gilt auch für die historisch-kritische Frankfurter Ausgabe und die „Leseausgabe“ von Michael Knaupp. Der Druck in der „Leseausgabe“ von Jochen Schmidt ist außerdem orthographisch „modernisiert“.

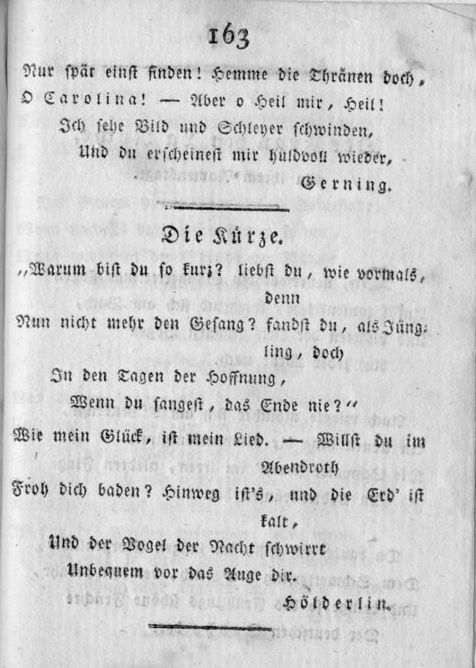
Erstdruck im Taschenbuch für Frauenzimmer von Bildung, auf das Jahr 1799

## Text
Die Kürze.

„Warum bist du so kurz? liebst du, wie vormals, denn

Nun nicht mehr den Gesang? fandst du, als Jüngling, doch

In den Tagen der Hoffnung,

Wenn du sangest, das Ende nie?“

Wie mein Glük, ist mein Lied. – Willst du im Abendroth

Froh dich baden? Hinweg ist's, und die Erd’ ist kalt,

Und der Vogel der Nacht schwirrt

Unbequem vor das Auge dir.

## Interpretation
Das Gedicht folgt wie die meisten „epigrammatischen Oden“ dem asklepiadeischen Versmaß. Ähnlich dem gleichzeitigen Sokrates und Alcibiades besteht es aus Rede und Gegenrede. Interpretationen haben Wolfgang Heise und Wolfgang Schneider gegeben.
„Warum bist du so kurz?“ Titel und erste Strophe zeigen, dass das Knappe, Epigrammartige der Kurzoden für Hölderlin Programm war. Er hat sich gelöst von jünglingshafter Unreife, die „das Ende nie“ fand, mit einer Formulierung der Kurzode Menschenbeifall „wortereicher und leerer“ war. Jetzt äußert er sich autoritativ, lakonisch.
„Wie mein Glük, ist mein Lied. –“ Die Aussage ist so fundamental, unanfechtbar, apodiktisch, „daß mit dem Bindestrich erst einmal ein effektvolles Pausezeichen gesetzt wird.“ Das Glück und seine Kürze greifen aber über das Schicksal des lyrischen Ichs hinaus. Hölderlin stellt der Epoche ein Zeugnis aus. Das Abendrot ist weg, die Erde kalt. Der „Vogel der Nacht“ schwirrt unbestimmt bedrohlich. Das Alltagswort „unbequem“, durch das Enjambement „schwirrt / Unbequem“ hervorgehoben, kontrastiert mit der Poesie von Hölderlins Sprache. Zur Disharmonie trägt die Inversion im letzten Satz bei. „Das Versmaß verlangt eine Betonung auf der letzten Silbe, woraus sich – auch sprachlich ‚unbequem‘ – das nachgestellte ‚dir‘ ergibt.“

## Vertonungen
Die Kürze ist 1906 von Arnold Schönberg für gemischten Chor sowie für Singstimme und Klavier, 1932 von Otto Vrieslander (1880–1950) für Singstimme und Klavier, 1970 von John Harbison kammermusikalisch und vor 1983 von Robert-Alexander Bohnke für Klavier vertont worden.